# Alte Leipziger – Hallesche

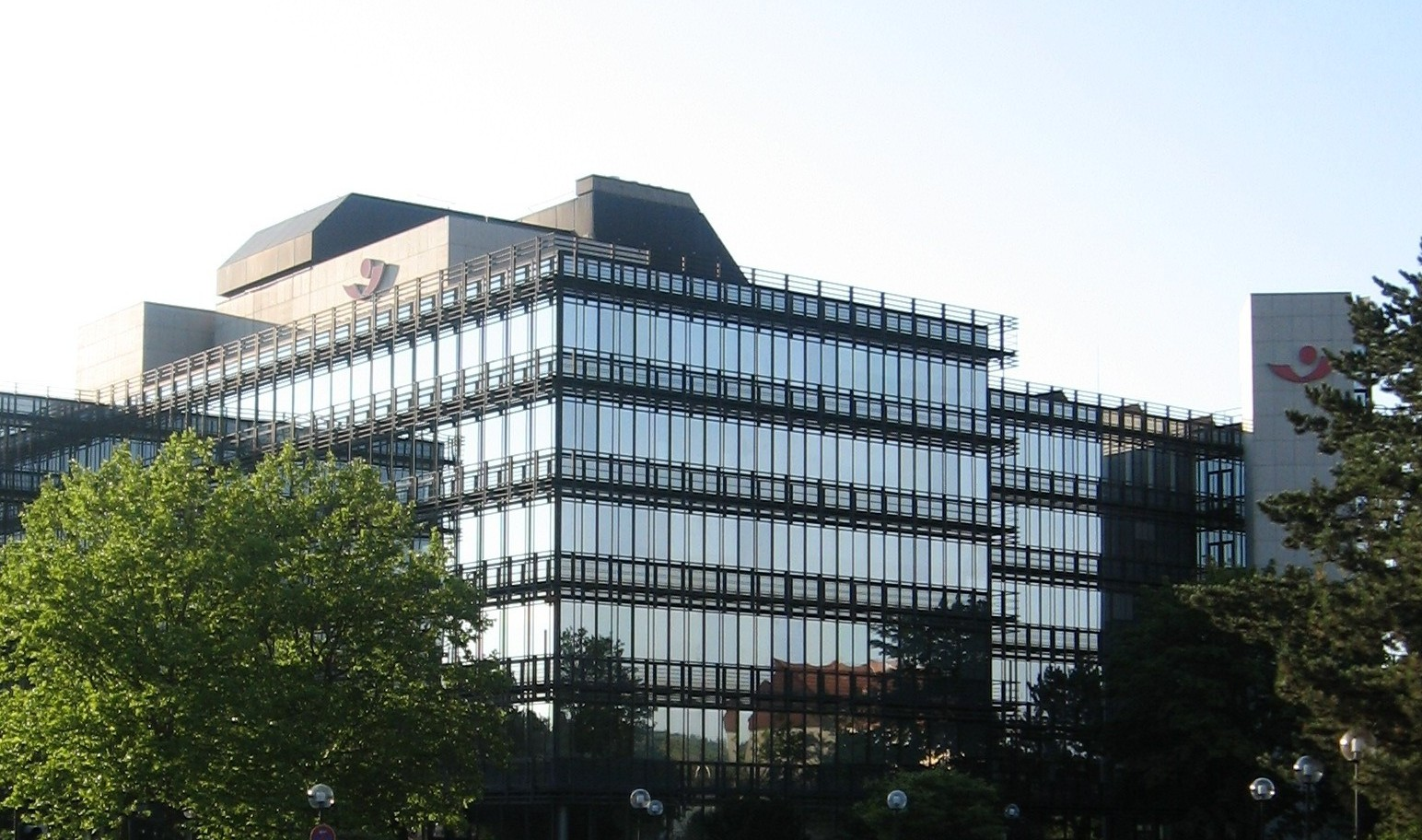
Direktion Alte Leipziger in Oberursel

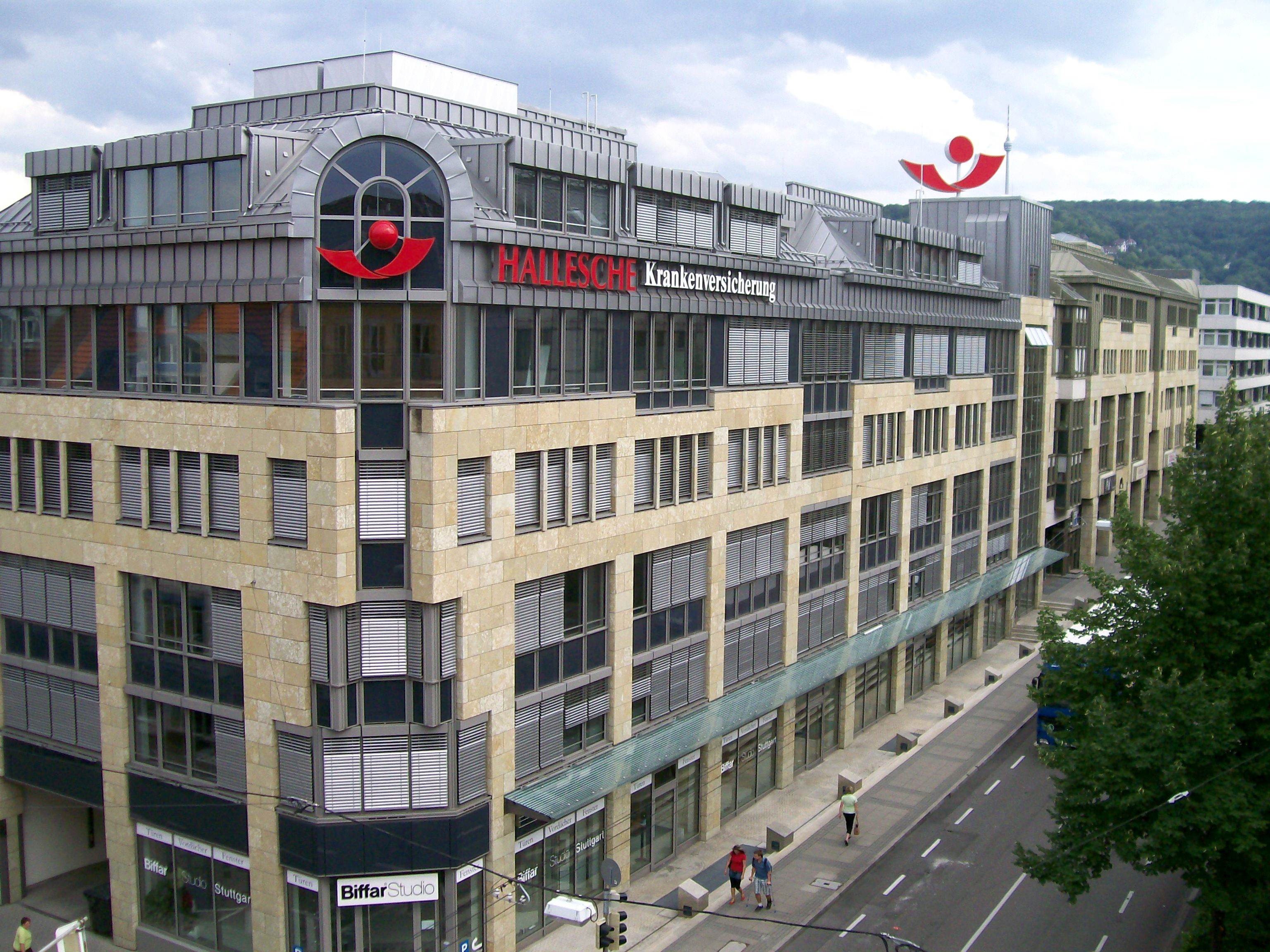
Ehemalige Direktion der Hallesche in Stuttgart

Die Unternehmen Alte Leipziger und Hallesche bilden eine deutsche Versicherungsgruppe, die ALH Gruppe. Die Alte Leipziger Lebensversicherung und die Hallesche Krankenversicherung sind Versicherungsvereine auf Gegenseitigkeit und die Mutterunternehmen des Konzerns, der unter der Bezeichnung ALH Gruppe am Markt auftritt.

## Geschäftsfelder
Kerngeschäftsfelder der Alte Leipziger – Hallesche stellen die Lebens-, Kranken- und Sachversicherung dar. Schwerpunkte in der Lebensversicherung sind dabei das Privatkundengeschäft sowie das Firmenkundengeschäft mit einem besonderen Fokus auf der betrieblichen Altersversorgung und die Berufsunfähigkeitsversicherung.
Das Krankenversicherungsgeschäft umfasst  Voll-, Zusatz- und Pflegeversicherungen. Ein wichtiger Schwerpunkt ist die betriebliche Krankenversicherung.
Darüber hinaus werden Finanzprodukte wie Investmentfonds oder Bausparprodukte angeboten.

## Konzernstruktur
Die Alte Leipziger Lebensversicherung und die Hallesche Krankenversicherung bilden einen Gleichordnungskonzern. Sie koordinieren die Strategie der einzelnen Konzernunternehmen. In den Vorständen der Alte Leipziger Lebensversicherung, der Hallesche Krankenversicherung und der Alte Leipziger Holding AG besteht Personalunion. So war Hans Kalwar Generaldirektor und Vorstandsvorsitzender sowohl von Alte Leipziger Lebensversicherung a. G., Alte Leipziger Versicherung AG und Alte Leipziger Rückversicherung AG, zudem von Königsteiner Bausparkasse AG und Zenith Versicherung AG.
Die erwirtschafteten Überschüsse kommen vollständig den Versicherten zugute. Im Geschäftsjahr 2024 betrugen die Beitragseinnahmen der Alte Leipziger Lebensversicherung rund 2,7 Milliarden Euro und die der Hallesche Krankenversicherung über 1,6 Milliarden Euro.
Die Angebote der Alte Leipziger Lebensversicherung für die betriebliche Altersversorgung ergänzen die Tochtergesellschaften:
- Alte Leipziger Pensionskasse AG
- Alte Leipziger Pensionsfonds AG
- Alte Leipziger Pensionsmanagement GmbH
- Alte Leipziger Treuhand GmbH

Die Anteile an der Alte Leipziger Holding AG werden von der Alte Leipziger Lebensversicherung vollständig gehalten. Die Holding ihrerseits ist Muttergesellschaft der nachfolgend genannten Unternehmen:
- Alte Leipziger Versicherung AG: Versicherungsschutz bei materiellen Schäden und Unfällen sowie Schadenmanagement für Kunden und Geschädigte
- Alte Leipziger Trust Investment-GmbH: Investmentfonds-Lösungen
- Alte Leipziger Bauspar AG: Bausparen und Baufinanzierung

## Geschichte der Alte Leipziger

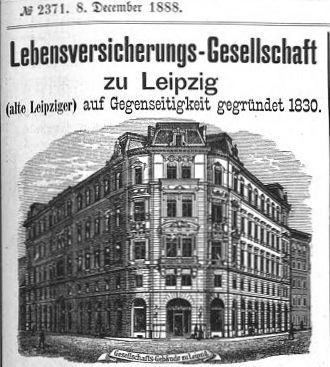
Reklame der Alten Leipziger von 1888 mit damaligem Geschäftshaus

### Gründung
Die Alte Leipziger ging aus zwei verschiedenen Versicherungsunternehmen hervor: der 1819 gegründeten Leipziger Feuer-Versicherungs-Anstalt und der 1830 gegründeten Lebensversicherungs-Gesellschaft zu Leipzig. Die „Leipziger Feuer“ wurde von dem aus Berlin stammenden Kaufmann Carl Friedrich Ernst Weiße ins Leben gerufen. Zu den Gründungsmitgliedern der Lebensversicherung gehörten herausragende Persönlichkeiten der Leipziger Gesellschaft, die zumeist auch Inhaber einer Firma waren, darunter der Appelationsgerichts-Präsident Johann Ludwig Wilhelm Beck, Kammerrat Christian Gottlob Frege (Frege & Comp.), der Unternehmer und Eisenbahnpionier Gustav Harkort sowie Johannes Christian Dürbig, Mitinhaber des großen Hamburg-Leipziger Handelshauses H. J. Merck. Zum ersten Direktor der Lebensversicherung, die am 1. Januar 1831 ihre Geschäfte aufnahm, wurde Johann Friedrich August Olearius ernannt.
Nach Auffassung des Versicherungshistorikers Peter Koch hat die Alte Leipziger Lebensversicherung „wesentliche Beiträge zur Entwicklung der modernen Lebensversicherung geleistet“.
Pionierleistungen der Alte Leipziger Lebensversicherung waren
- die Einführung der vierteljährlichen und dann der monatlichen Prämienzahlung, damit wurde das Produkt breiteren Bevölkerungsschichten erschlossen,
- die Möglichkeit zur Abkürzung der Versicherungsdauer und zur Beitragsfreistellung,
- die Einführung eines „natürlichen Dividendensystems“, mit dem die Überschussbeteiligung grundlegend umgestaltet und verbessert werden konnte.

### 19. Jahrhundert bis Ende Zweiter Weltkrieg

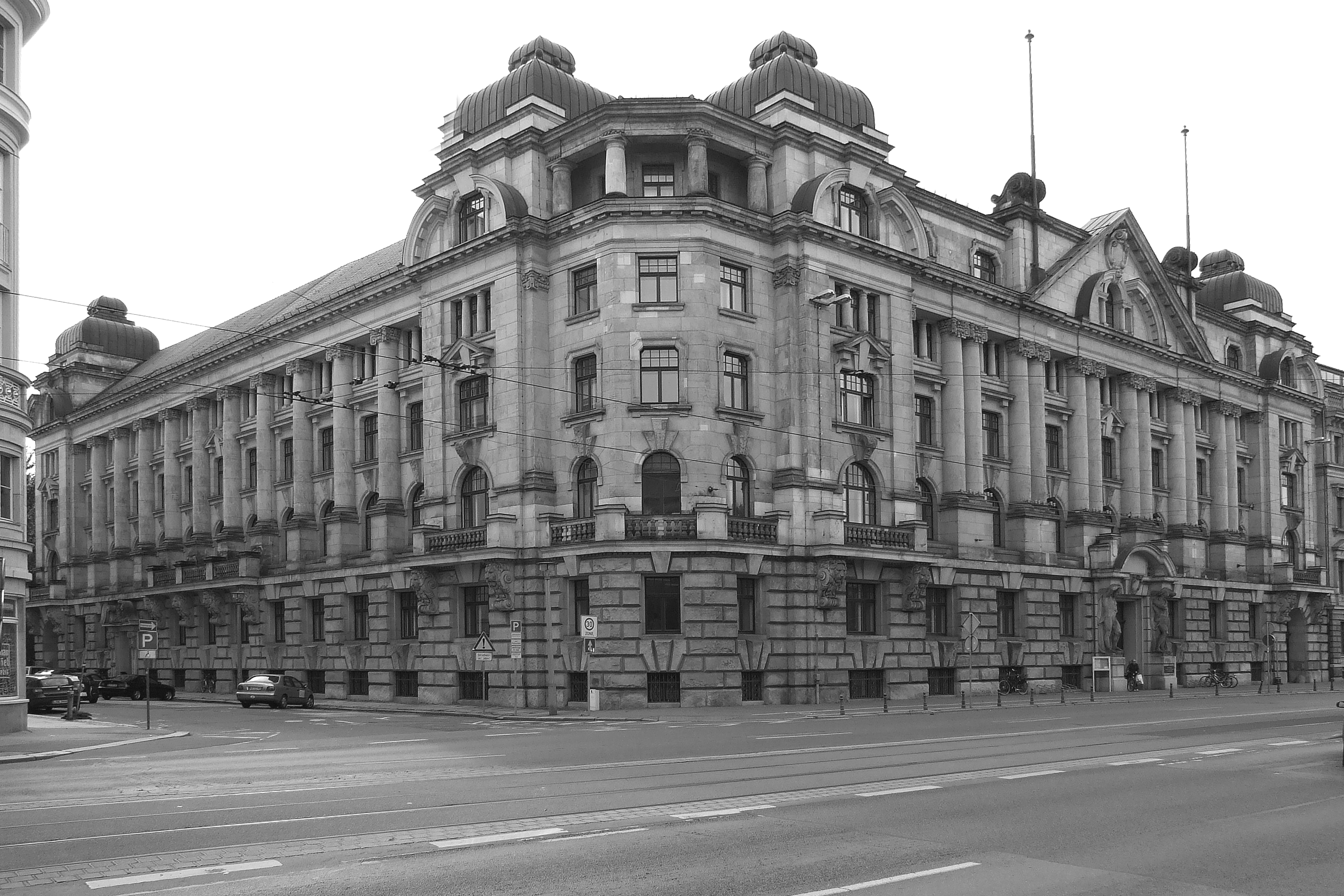
Zentrale der Alte Leipziger Leben am Dittrichring (1908–1923), heute Gebäude der Hochschule für Musik und Theater Leipzig

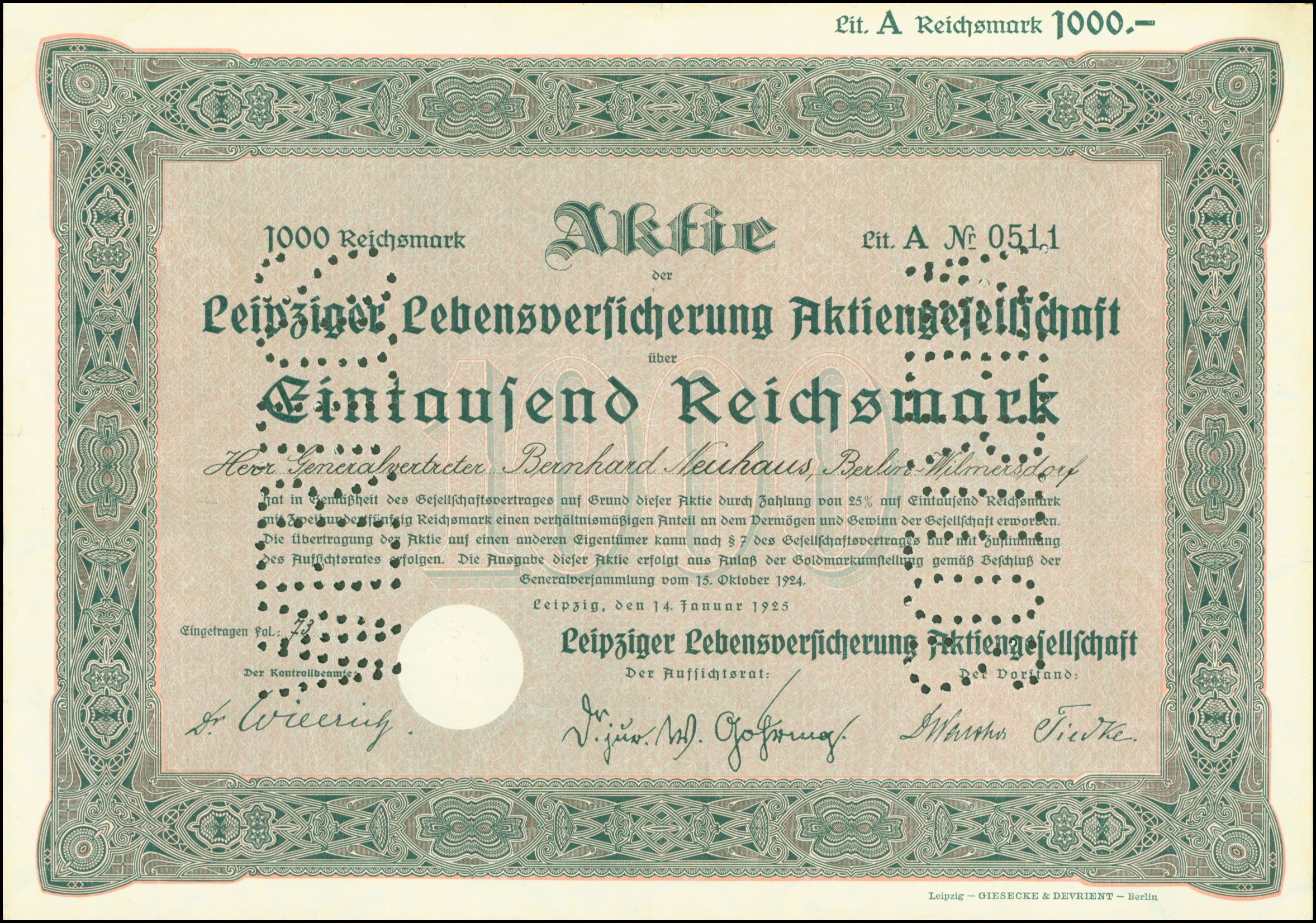
Namensaktie über 1000 RM der Leipziger Lebensversicherung AG vom 14. Januar 1925

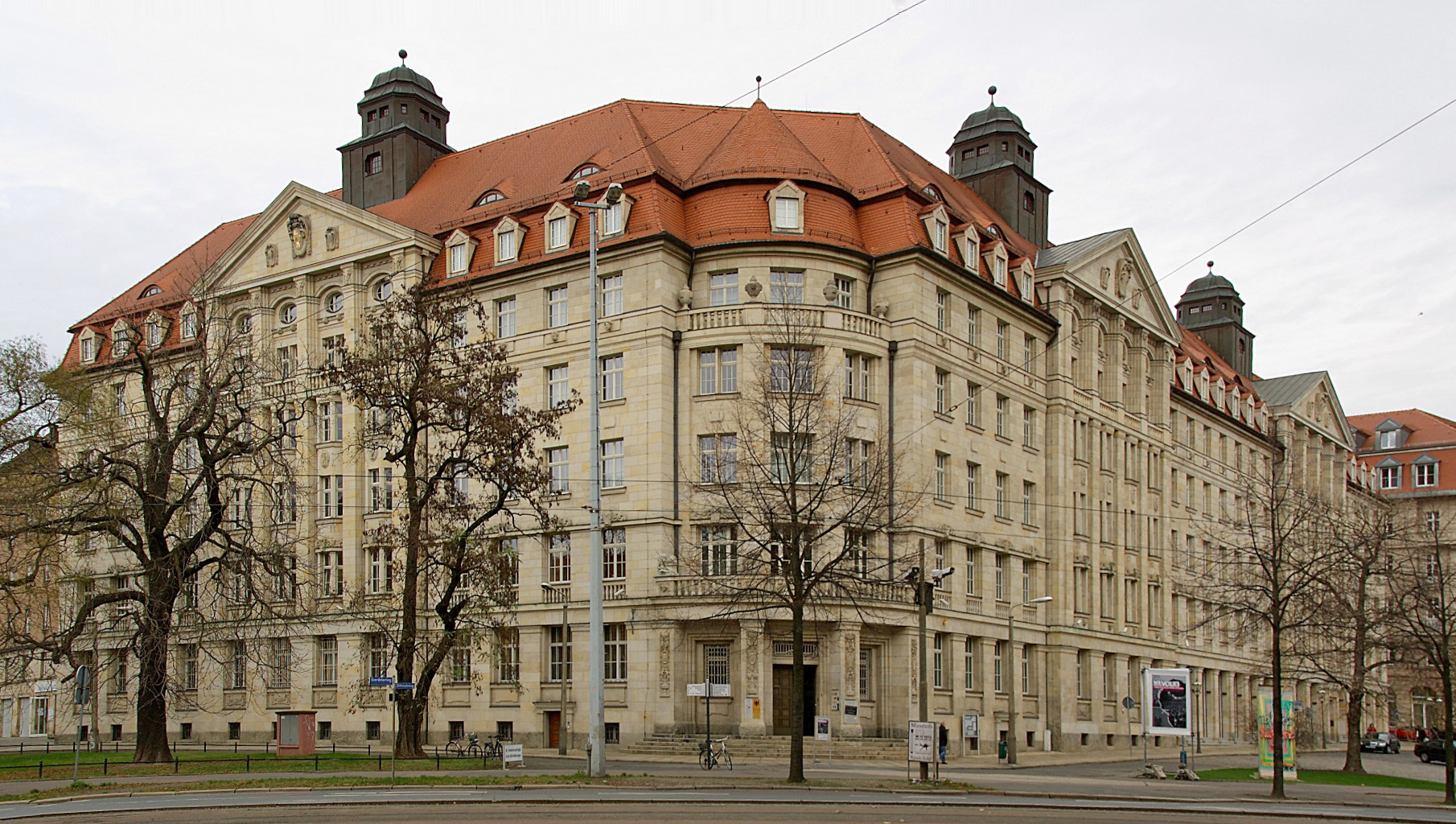
Das 1912/13 errichtete Gebäude der Leipziger Feuer am Dittrichring. Nach 1945 Bezirksverwaltung für Staatssicherheit („runde Ecke“).

Die Leipziger Feuer expandierte 1837 ins damalige Kaisertum Österreich, indem sie Agenturen in Wien und Prag eröffnete. Auch die Lebensversicherungsgesellschaft entwickelte sich im 19. Jahrhundert und zu Beginn des 20. Jahrhunderts erfolgreich. Die Beitragseinnahmen erhöhten sich kontinuierlich. Aufgrund des Reichsgesetzes über die privaten Versicherungsunternehmen vom 12. Mai 1901 nahm die Gesellschaft die Rechtsform eines Versicherungsvereins auf Gegenseitigkeit (VVaG) an. 1904–1908 ließ die Lebensversicherung zu Leipzig ein repräsentatives Verwaltungsgebäude am Dittrichring erbauen, das Anton Käppler im neobarocken Stil entwarf. Die Leipziger Feuerversicherung bezog 1913 ebenfalls eine neue Zentrale, auf der gegenüberliegenden Seite des Dittrichrings. Das Neorenaissance-Gebäude ist heute als „Runde Ecke“ bekannt. Außer der Feuerversicherung bot sie ab 1910–1915 auch Versicherungen gegen Leitungswasserschaden, Mietverlust, Betriebsunterbrechung oder Ernteausfälle an.
Nach dem Ersten Weltkrieg wurde die Lebensversicherungsgesellschaft 1922 unter dem Namen Leipziger Lebensversicherung AG neu gegründet, um Neuabschlüsse nicht mit den noch bestehenden Devisenverpflichtungen aus Altverträgen zu belasten. Der VVaG wickelte im folgenden Jahrzehnt nur den Altbestand ab. Nach dieser Sanierung übernahm er 1933 den Bestand der AG wieder und es entstand die Alte Leipziger Lebensversicherungsgesellschaft auf Gegenseitigkeit. Bereits in den 1920er-Jahren widmete sich die Alte Leipziger dem damals neuen Thema der betrieblichen Altersversorgung, heute ein Schwerpunkt ihrer Geschäftstätigkeit. 1928 wurde die Deutsche Bau-Gemeinschaft A.G (DBG) gegründet, mit der Bausparverträge angeboten wurden.
Die Leipziger Feuer stieg 1929 auch in das Lebensversicherungs-Geschäft ein, indem sie die Bremen-Oldenburger Lebensversicherungs-Bank übernahm, deren Sitz nach Leipzig verlegte und sie in Lebenswacht Lebensversicherungs-Anstalt in Leipzig AG umbenannte. Die Wirtschaftskrise schwächte das Geschäft jedoch. Um sich gegenseitig zu stützen, arbeiteten Leipziger Feuer und Alte Leipziger Lebensversicherung zunehmend zusammen. 1932 gründeten sie eine Arbeitsgemeinschaft, im Jahr darauf übernahm Johannes Tiedke den Vorstandsvorsitz beider Gesellschaften in Personalunion. 1935 wurde die Alte Leipziger Lebensversicherung Hauptaktionärin der Leipziger Feuer-Versicherung. Damit war der Grundstein für die Alte Leipziger Versicherungsgruppe gelegt. Während des Zweiten Weltkriegs kam das Neugeschäft allmählich zum Erliegen.

### Nach 1945
Im Herbst 1945 untersagte die sowjetische Militäradministration dem Lebensversicherer ebenso wie dem Sachversicherer, der Leipziger Feuer-Versicherungsanstalt, die weitere Betätigung. Sie wurden geschlossen und abgewickelt. Damit war den Gesellschaften nach mehr als einem Jahrhundert in Leipzig die Geschäftstätigkeit an ihrem Gründungsort verboten. In die frühere Unternehmenszentrale der Leipziger Feuer zog die sowjetische Geheimpolizei NKWD und 1950 die Bezirksverwaltung für Staatssicherheit („Stasi“).
Die Leipziger Versicherungsgesellschaften verlegten ihren Sitz in die westlichen Besatzungszonen: Die Alte Leipziger Lebensversicherung zog 1946 nach Bad Gandersheim in Niedersachsen, 1952 nach Frankfurt am Main. In Bonn wagte die Leipziger Feuer im Jahr 1947 einen neuen Start. Am 22. März 1948 wurde die Sitzverlegung in das Handelsregister des Amtsgerichts Bonn eingetragen. Seit 1974 befindet sich die gemeinsame Direktion des Lebens- und des Sachversicherers in Oberursel (Taunus). Nach der Deutschen Wiedervereinigung eröffnete die Alte Leipziger 1990 an ihrem Gründungsort Leipzig wieder eine Vertriebsniederlassung. Die Zentrale blieb jedoch in Oberursel (Alte Leipziger-Platz 1).

## Geschichte der Hallesche Krankenversicherung
Am 15. September 1934 gründete die Kaufmännische Krankenkasse die Hallesche Krankenkasse mit Sitz in Berlin als Versicherungsverein auf Gegenseitigkeit für den nicht versicherungspflichtigen Personenkreis. Die Ausgliederung der privat Versicherten aus den gesetzlichen Kassen wurde per Gesetz beschlossen. Die betroffenen Versicherten, insgesamt 20.570 Personen, wurden als Bestand auf das neue Unternehmen übertragen. Am 1. Januar 1936 wurde der Geschäftsbetrieb mit 195 Mitarbeitern und Sitz in Berlin aufgenommen. 1948 zog die Hauptverwaltung infolge der politischen Spannungen von Berlin nach Stuttgart. Die Zusammenarbeit mit der Alte Leipziger begann 1972. Im Jahr 1975 fusionierten die Hallesche Krankenkasse und der Nationale Krankenversicherungsverein a. G. unter dem Aufsichtsratsvorsitzenden  Ludwig Grosse zu dem Hallesche-Nationale Krankenversicherungsverein a.G. Mit der Gründung der Alte Leipziger Holding 1990 begann die Kapitalverflechtung von Alte Leipziger und Hallesche, die mit der Bildung des Gleichordnungskonzerns 1994 abgeschlossen wurde. Ende 2023 erfolgte der Umzug der Direktion in einen Neubau in Stuttgart-Degerloch.
Die Hallesche gilt als Pionier im Bereich der Pflegeversicherung. Als eines der ersten Unternehmen hat sie Anfang der 1990er Jahre eine Pflegeversicherung versicherungsmathematisch kalkuliert und für jedermann angeboten.
Die Hallesche platzierte sich früh mit innovativen Produkten, wie zum Beispiel Vorsorge-Gutscheinen, im neuen Markt der „Betrieblichen Krankenversicherung“ (bKV): Firmen schließen eine bKV für ihre Mitarbeiter ab, um deren Gesundheit zu fördern oder die Bindung an den Arbeitgeber zu erhöhen. Die bKV erweitert den individuellen Krankenversicherungsschutz der Mitarbeiter, zum Beispiel um Leistungen für Zahnersatz oder Sehhilfen.